# José Alonso Lara
José Alonso Lara, né le 7 mars 2000 à Séville (Espagne), est un footballeur espagnol évoluant au poste d'ailier droit au Séville FC.

## Carrière

### En club
Né à Séville, José Lara a effectué toute sa formation dans le club homonyme de la capitale andalouse, auquel il est profondément lié.
Il fait ses débuts avec l'équipe senior le 18 mai 2018 contre le Deportivo Alavés, devenant ainsi le premier joueur né au XXIe siècle à jouer avec le club sévillan,.
Le 11 septembre 2020, Lara est prêté au Deportivo La Corogne pour une saison.

### En équipe nationale
En mai 2017, Lara remporte avec l'équipe d'Espagne des moins de 17 ans le championnat d'Europe face à l'Angleterre.
Le 28 octobre 2017, il fait partie de l'équipe d'Espagne des moins de 17 ans entraînée par Santi Denia qui s'incline devant l'Angleterre en finale de la Coupe du monde disputée en Inde.

## Palmarès

### En sélections
Équipe d'Espagne des moins de 17 ans
- Vainqueur du championnat d'Europe des moins de 17 ans en 2017
- Finaliste de la Coupe du mondes des moins de 17 ans en 2017